# オムスク駅
オムスク旅客駅（オムスクりょきゃくえき、станция Омск-Пассажирский）はロシア連邦オムスク州のオムスクにある鉄道駅である。

## 概要
ロシア鉄道西シベリア鉄道支社管内の駅である。モスクワから2,710kmの地点に位置する。

## 長距離列車
- 2017年現在

### 通年運行
| 列車番号           | 運行区間                              | 列車番号           | 運行区間                              |
| ------------------ | ------------------------------------- | ------------------ | ------------------------------------- |
| 1（ロシア号）      | ウラジオストク - モスクワ             | 2（ロシア号）      | モスクワ - ウラジオストク             |
| 3                  | 北京 - モスクワ                       | 4                  | モスクワ - 北京                       |
| 5                  | ウランバートル - モスクワ             | 6                  | モスクワ - ウランバートル             |
| 11                 | オムスク- チェリャビンスク            | 12                 | チェリャビンスク - オムスク           |
| 19（ボストーク号） | 北京 - モスクワ                       | 20（ボストーク号） | モスクワ - 北京                       |
| 29                 | ケメロヴォ - モスクワ                 | 30                 | モスクワ - ケメロヴォ                 |
| 37                 | トムスク - モスクワ                   | 38                 | モスクワ - トムスク                   |
| 43                 | ハバロフスク - モスクワ               | 44                 | モスクワ - ハバロフスク               |
| 55（エニセイ号）   | クラスノヤルスク - モスクワ           | 56（エニセイ号）   | モスクワ - クラスノヤルスク           |
| 57                 | イルクーツク - キスロヴォツク         | 58                 | キスロヴォツク - イルクーツク         |
| 67                 | アバカン - モスクワ                   | 68                 | モスクワ - アバカン                   |
| 69                 | チタ - モスクワ                       | 70                 | モスクワ - チタ                       |
| 75                 | ネリュングリ - モスクワ               | 76                 | モスクワ - ネリュングリ               |
| 81                 | ウラン・ウデ - モスクワ               | 82                 | モスクワ - ウラン・ウデ               |
| 87（エルティシ号） | ノヴォシビルスク - オムスク           | 88（エルティシ号） | オムスク - ノヴォシビルスク           |
| 91                 | セヴェロバイカリスク - モスクワ       | 92                 | モスクワ - セヴェロバイカリスク       |
| 93                 | オムスク - ニジネヴァルトフスク       | 94                 | ニジネヴァルトフスク - オムスク       |
| 95                 | バルナウル - モスクワ                 | 96                 | モスクワ - バルナウル                 |
| 97                 | ティンダ - キスロヴォツク             | 98                 | キスロヴォツク - ティンダ             |
| 99                 | ウラジオストク - モスクワ             | 100                | モスクワ - ウラジオストク             |
| 103                | ノヴォシビルスク - ブレスト           | 104                | ブレスト - ノヴォシビルスク           |
| 109                | オムスク - ルプツォフスク             | 110                | ルプツォフスク - オムスク             |
| 115                | オムスク - ニジネヴァルトフスク       | 116                | ニジネヴァルトフスク - オムスク       |
| 117                | ノヴォクズネツク - モスクワ           | 118                | モスクワ - ノヴォクズネツク           |
| 123                | アバカン - クラスノヤルスク           | 124                | クラスノヤルスク - アバカン           |
| 125                | ノヴォシビルスク - ノヴィ・ウレンゴイ | 126                | ノヴィ・ウレンゴイ - ノヴォシビルスク |
| 127                | クラスノヤルスク - アドレル           | 128                | アドレル - クラスノヤルスク           |
| 129                | クラスノヤルスク - アナパ             | 130                | アナパ - クラスノヤルスク             |
| 133                | ウラジオストク - ペンザ               | 134                | ペンザ - ウラジオストク               |
| 135                | バルナウル - モスクワ                 | 136                | モスクワ - バルナウル                 |
| 139                | ノヴォシビルスク - アドレル           | 140                | アドレル - ノヴォシビルスク           |
| 145                | オムスク - カラガンダ                 | 146                | カラガンダ - オムスク                 |
| 147                | ノヴォシビルスク - オムスク           | 148                | オムスク - ノヴォシビルスク           |

### 季節運行
| 列車番号 | 運行区間                        | 列車番号 | 運行区間                        |
| -------- | ------------------------------- | -------- | ------------------------------- |
| 205      | イルクーツク - アナパ           | 206      | アナパ - イルクーツク           |
| 229      | セヴェロバイカリスク - アナパ   | 230      | アナパ — セヴェロバイカリスク   |
| 235      | ティンダ - アナパ               | 236      | アナパ - ティンダ               |
| 241      | イルクーツク - アドレル         | 242      | アドレル - イルクーツク         |
| 243      | ノヴォクズネツク - アナパ       | 244      | アナパ - ノヴォクズネツク       |
| 249      | ノヴォクズネツク - アドレル     | 250      | アドレル - ノヴォクズネツク     |
| 251      | バルナウル - アドレル           | 252      | アドレル - バルナウル           |
| 255      | ノヴォシビルスク - アナパ       | 256      | アナパ - ノヴォシビルスク       |
| 269      | チタ - アドレル                 | 270      | アドレル - チタ                 |
| 273      | セヴェロバイカリスク - アドレル | 274      | アドレル - セヴェロバイカリスク |